# 톰 루거

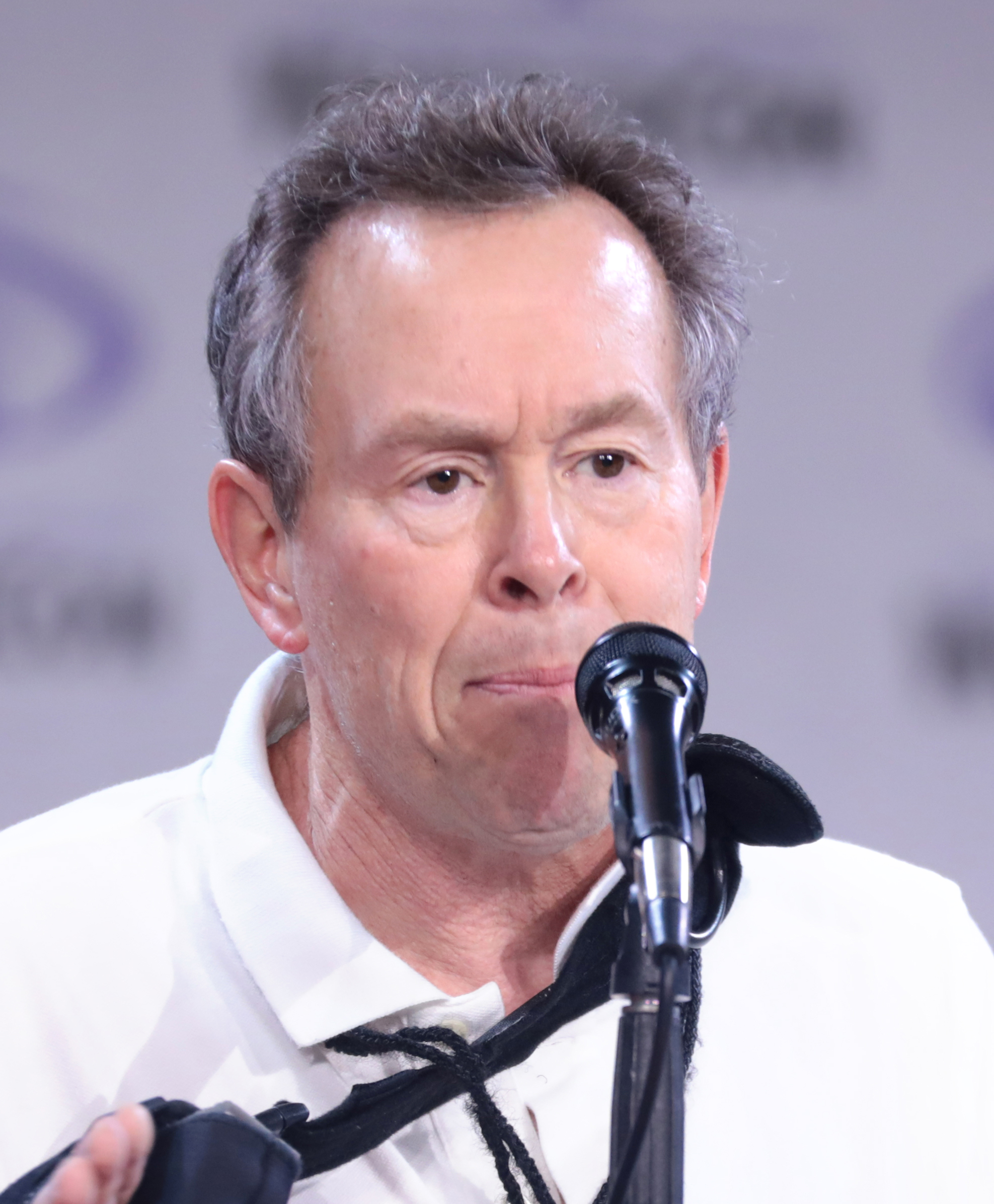
2023년 원더콘에서의 루거

톰 루거(Tom Ruegger, /ˈruːɡər/)는 미국의 애니메이터이자 작곡가이다. 루거는 디즈니 텔레비전 애니메이션 및 워너 브라더스 애니메이션과의 관계로 유명하다. 그는 또한 타이니 툰, 애니매니악스, 핑키 앤 더 브레인, 히스테리아!를 만들었다.

## 영화
- 1993년: 배트맨 - 유령의 마스크
- 1999년: 와코의 소원

## 텔레비전
- 1979년: 꼬마유령 캐스퍼
- 1990~1992년, 1994년, 1995년: 타이니 툰
- 1991~1995년: 개구쟁이 태즈
- 1992~1995년: 배트맨 (1992년 애니메이션)
- 1993~1998년: 애니매니악스
- 2000년: 배트맨 비욘드
- 2010년, 2018년: 노스탤지어 크리틱
- 2013년: 팩맨과 유령의 모험
- 2014~2016년: 하이호! 일곱난쟁이